# Alice in Chains
Alice in Chains (pogosto okrajšano AIC) je ameriška rock skupina, ustanovljena v Seattlu leta 1987. 
Od leta 2006 zasedbo skupine sestavljajo vokalist/kitarista Jerry Cantrell in William DuVall, basist Mike Inez in bobnar Sean Kinney. Pevec Layne Staley in basist Mike Starr sta nekdanja člana skupine. Skupina je prevzela ime po Staleyjevi prejšnji skupini, Alice N' Chains. Zvok in slog Alice in Chains, pogosto povezan z grunge glasbo, je globoko zakoreninjen v heavy metalu. Skupina je znana po svojem značilnem vokalnem slogu, ki je pogosto vključeval harmonizirane vokale med Staleyjem in Cantrellom (in pozneje Cantrellom in DuVallom).
Alice in Chains je mednarodno zaslovela kot del grunge gibanja zgodnjih devetdesetih let, skupaj z drugimi skupinami iz Seattla, kot so Nirvana, Pearl Jam in Soundgarden. V tem obdobju so dosegli uspeh z albumi Facelift (1990), Dirt (1992) in Alice in Chains (1995) ter mini albumom Jar of Flies (1994). Skupino je od leta 1996 naprej pestila daljša nedejavnost, predvsem zaradi Staleyjeve zlorabe substanc, zaradi katere je leta 2002 umrl, kar je povzročilo premor skupine. Alice in Chains so se ponovno zbrali leta 2005, DuVall pa se je pridružil leta 2006 kot ritem kitarist in si delil glavne vokalne naloge; skupina je od takrat izdala še tri albume: Black Gives Way to Blue (2009), The Devil Put Dinosaurs Here (2013) in Rainier Fog (2018).
Od ustanovitve so Alice in Chains izdali šest studijskih albumov, tri EP-je, tri albume v živo, štiri kompilacije, dva DVD-ja, 43 videospotov in 32 singlov. Skupina je prodala več kot 30 milijonov izvodov albumov po vsem svetu in več kot 20 milijonov plošč samo v ZDA. Ustvarila je 18 skladb, ki so se uvrstile med najboljših 10 na Billboardovi lestvici Mainstream Rock Tracks in pet uspešnic na prvem mestu ter prejela enajst nominacij za nagrado grammy. Skupina je bila uvrščena na 34. mesto lestvice VH1 100 Greatest Artists of Hard Rock Special in kot 15. največja skupina v živo po Hit Paraderju.

## Diskografija
| Naslov                       | Podrobnosti albuma                            | Prodaja   |
| ---------------------------- | --------------------------------------------- | --------- |
| Facelift                     | Izdan: 28. avgust 1990 Založba: Columbia      | 3.060.000 |
| Dirt                         | Izdan: 29. september 1992 Založba: Columbia   | 5.235.000 |
| Alice in Chains              | Izdan: 7. november 1995 Založba: Columbia     | 2.160.000 |
| Black Gives Way to Blue      | Izdan: 29. september 2009 Založba: Virgin/EMI | 540.000   |
| The Devil Put Dinosaurs Here | Izdan: 2. maj 2013 Založba: Capitol           | 20.000    |
| Rainier Fog                  | Izdan: 24. avgust 2018 Založba: BMG           | 31.000    |